# Gino Visonà
Gino Visonà (San Giorgio in Bosco, 29 maggio 1880 – Vicenza, 11 marzo 1954) è stato un compositore e organista italiano.

## Biografia
Nato in una realtà preminentemente rurale, come quella del comune padovano di San Giorgio in Bosco che all'epoca contava meno di 4 000 abitanti, riuscì ad emergere grazie a uno spiccato talento per la musica e lo studio in generale. Ben presto si trasferì a Padova prendendo parte agli studi offerti dalla storica università. Qui conseguì la laurea in lettere e filosofia. Successivamente si spostò a Parma, dove studiò musica ottenendo il diploma in canto corale al Conservatorio di Parma, quindi ritornò a Vicenza, dove rimase fino alla morte insegnando musica e canto corale nel Regio Istituto Magistrale di Vicenza e dirigendo la schola cantorum nella parrocchia di S. Caterina per oltre quarant'anni.
Approfondì lo studio del canto gregoriano nell'ambito dell'Accademia di Santa Cecilia, a cui si aggregò quando ancora non esisteva il Pontificio Istituto di Musica Sacra. Fu ceciliano attivissimo, portando il peso della sua cultura e della sua personalità intransigente ben oltre i confini della sua diocesi.

## Opere
Autore non prolifico, annovera tra le opere lasciateci una "Messa Regina pacis" per coro a tre voci miste, pezzi per organo ed armonio; importanti le sue "24 composizioni per la Messa letta e la Benedizione col SS" pubblicate inizialmente nel fascicolo di maggio 1920 de L’Organista italiano.